# Mikindani
Mikindani (du swahili:jeune palmier) est une ville sur la côte africaine de l'Océan Indien en Tanzanie. Cette ville est de civilisation swahilie.